# Wildemania miniata
Espèce
Porphyra miniata est une espèce d’algues rouges de la famille des Bangiaceae.

## Synonyme
Le basionyme est : 
- Porphyra miniata (C. Agardh) C. Agardh, 1824

## Liste des formes
Selon Catalogue of Life (6 déc. 2012) et World Register of Marine Species (6 déc. 2012) :
- forme Porphyra miniata f. latior Areschoug, 1866

### Sous le nomWildemania miniata
- (en) Catalogue of Life : Wildemania miniata (C. Agardh) Foslie Non Valide (consulté le 6 décembre 2012)
- (en) AlgaeBase : espèce Wildemania miniata (C.Agardh) Foslie 1891 (consulté le 6 décembre 2012)
- (en) WoRMS : espèce Wildemania miniata (C.Agardh) Foslie, 1891 (consulté le 6 décembre 2012)
- (en) NCBI : Wildemania miniata (taxons inclus) (consulté le 6 décembre 2012)

### Sous le nomPorphyra miniata
- (en) Catalogue of Life : Porphyra miniata (C. Agardh) C. Agardh (consulté le 6 décembre 2012)
- (fr) SeaLifeBase : espèce Porphyra miniata (+ noms communs) (consulté le 6 décembre 2012)
- (en) AlgaeBase : espèce Porphyra miniata (C.Agardh) C.Agardh Non valide (consulté le 6 décembre 2012)
- (fr + en) ITIS : Porphyra miniata  C. Ag. (consulté le 6 décembre 2012)
- (en) WoRMS : espèce Porphyra miniata (C.Agardh) C.Agardh, 1824 Non valide (consulté le 6 décembre 2012)
- (en) AlgaeBase : espèce Porphyra miniata f. latior Areschoug (consulté le 6 décembre 2012)